# Daphoenura
Daphoenura là một chi bướm đêm thuộc họ Noctuidae.